# Нежич, Вид
Вид Нежич (сербохорв. Вид Њежић / Vid Nježić; 20 июня 1903 — март 1945) — югославский обувщик и партизан Народно-освободительной армии Югославии, Народный герой Югославии (23 июля 1953).

## Биография
Вид Нежич родился 20 июня 1903 года в селе Горни-Виячани под Прнявором. Работал обувщиком, с ранних лет занимался политикой. Был активистом Аграрной партии. В 1935 году на парламентских выборах набрал большинство голосов, избран председателем общины Прнявор. С конца июля 1941 года сотрудничал с коммунистической партией Югославии и участвовал в народно-освободительной войне Югославии. Принимал участие в нападениях на позиции противника в Виячанах и Хрвачанах, в боях за дорогу Прнявор — Баня-Лука, на горе Любич, за Кремницу, Градину, Галюбовицы и другие населённые пункты средней Боснии.
Осенью 1941 года как влиятельный на малой родине человек, Вид по заданию Коммунистической партии Югославии занялся организацией народно-освободительных комитетов. В ноябре 1941 года был избран председателем общинного народно-освободительного комитета в Горни-Виячанах; тогда же был принят в ряды Коммунистической партии Югославии.
Весной 1942 года, когда на территории Средней Боснии появились подразделения югославской армии на родине, Вид перешёл на нелегальное положение и приостановил партийно-политическую работу. Несколько раз его арестовывали четники, однако в связи с высокой популярностью Нежича в народе не рискнули причинить ему вред. Вопреки тяжёлым условиям своей подпольной работы, он успешно организовал систему нелегальных пунктов, создав рабочие места для членов партизанского подполья.
В январе 1943 года после прихода пролетарских бригад на территорию Средней Боснии и освобождения Прнявора Вид снова занялся организацией народно-освободительных комитетов и переброской партизанских войск. Некоторое время служил в составе Прняворского партизанского батальона, с середины 1943 года входил в Прняворский краевой комитет КПЮ. В ноябре того же года избран первым председателем Прняворского краевого народно-освободительного комитета, в этой должности участвовал в первом заседании Земельного антифашистского вече народного освобождения Боснии и Герцеговины 25 ноября в Мрконич-Граде и на втором заседании АВНОЮ 29 ноября в Яйце.
В марте 1944 года в Прняворе был сформирован Среднебоснийский окружной народно-освободительный комитет, который позже перебрался в Теслич, и Вид стал первым его председателем. В марте 1945 года он умер в больнице Теслича от последствий ранения, которое получил в ходе нападения четников на поезд, следовавший маршрутом Теслич — Блатница.
Указом Президиума АВНОЮ от 26 июля 1945 года Вид Нежич был посмертно награждён Орденом братства и единства I степени, а Указом президента ФНРЮ Иосипа Броза Тито от 23 июля 1953 года Виду Нежичу было посмертно присвоено звание народного героя Югославии.